# Sri-lankische Badmintonmeisterschaft 1978
Die Sri-lankische Badmintonmeisterschaft 1978 war die 26. Austragung der nationalen Titelkämpfe im Badminton in Sri Lanka.

## Sieger und Finalisten
| Disziplin    | Gold                                                  | Silber                             |
| ------------ | ----------------------------------------------------- | ---------------------------------- |
| Herreneinzel | Ravi Kuruppu                                          | Kingsley Devamanoharan Nallathamby |
| Dameneinzel  | Nimala Wickrsmathilaka                                | Chandrika Mallawarachchi           |
| Herrendoppel | Ravi Kuruppu Malik Jhan                               |                                    |
| Damendoppel  | Kamani Wijesundara Samanthi Hettiarachchi             |                                    |
| Mixed        | Kingsley Devamanoharan Nallathamby Sarojini Nadarajah |                                    |